# عبر الأطلسي (فلم)
عبر الأطلسي (بالإنجليزية: Transatlantic) هو فيلم كوميدي تم إنتاجه في الولايات المتحدة وصدر في سنة 1931.

## ترشيحات وجوائز
| السنة | الحدث  | الفئة          | النتيجة  |
| ----- | ------ | -------------- | -------- |
|       | أوسكار | أفضل إنتاج فني | فـــــوز |

## روابط خارجية
- عبر الأطلسي على موقع IMDb (الإنجليزية)
- عبر الأطلسي على موقع روتن توميتوز (الإنجليزية)
- عبر الأطلسي على موقع Turner Classic Movies (الإنجليزية)
- عبر الأطلسي على موقع أول موفي (الإنجليزية)
- عبر الأطلسي على موقع فيلمافينيتي (الإسبانية)
- عبر الأطلسي على موقع قاعدة بيانات الأفلام السويدية (السويدية)
- عبر الأطلسي على موقع قاعدة بيانات الفيلم (الإنجليزية)
- عبر الأطلسي على موقع ليتربوكسد (الإنجليزية)
- عبر الأطلسي على موقع كينوبويسك (الروسية)